# Billy Graham
William Franklin Graham Jr., KBE (7. listopadu 1918, Charlotte, Severní Karolína – 21. února 2018, Montreat, Severní Karolína), známý jako Billy Graham, byl proslulý americký evangelikální kazatel z řad Jižní baptistické konvence.
Jde o jednoho z největších evangelistů 20. století, který byl během své kariéry duchovním rádcem řady amerických prezidentů. Proslul svými masovými kazatelskými akcemi a pořady v médiích, jakož i cestami a kázáními po celém světě. Je považován za jednoho z nejvlivnějších protestantských kazatelů 20. století. Osobně kázal většímu počtu posluchačů, než kterýkoliv jiný protestantský kazatel v dějinách. Gallupova organizace jej uvedla na sedmém místě svého Seznamu nejobdivovanějších lidí 20. století. V roce 2005 jej hlasy amerických diváků umístily na 11. místo ankety Největší Američan.
Kazateli se staly i tři z jeho pěti dětí: dcera Anne Graham Lotz (* 1948) a synové Franklin Graham (* 1952) a Ned Graham (* 1958).
Jeho zásada nepobývat o samotě s jinou ženou než s vlastní manželkou je známa jako Grahamovo pravidlo.

## Život a studium
Narodil se 7. listopadu 1918 ve farmářské rodině v Charlotte v Severní Karolíně. Studoval teologii na Floridském biblickém institutu (1940) a antropologii na Wheaton College v Illinois (1943). Získal celou řadu čestných doktorátů. V roce 1943 se oženil s dcerou chirurga a misionáře v Číně Ruth Bellovou (1920–2007), z jejich svazku vzešlo pět dětí: Virginia (GiGi) Graham Foreman (* 1945), Anne Graham Lotz (* 1948), Ruth Dienert, William Franklin Graham III a Nelson (Ned) Graham.

## Evangelista

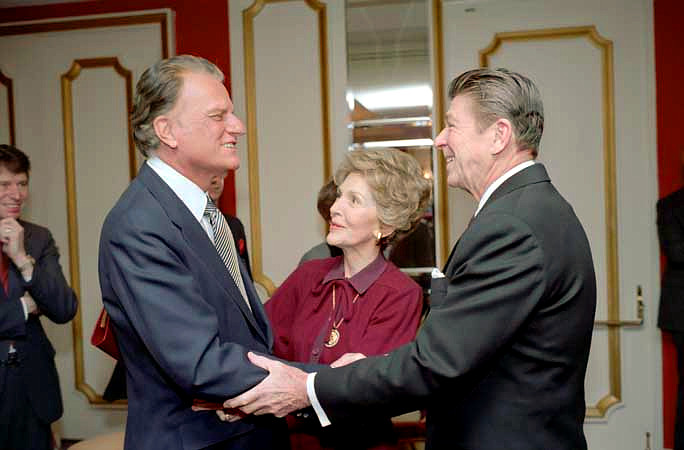
Billy Graham se zdraví s prezidentem Ronaldem Reaganem a jeho ženou Nancy (1981)

Roku 1934 prožil osobní zkušenost víry v Ježíše Krista a o šest let později byl ordinován za baptistického kazatele ve Western Springs v Illinois (1943–45). O zaměření jeho života rozhodla mimořádně úspěšná evangelizace v Los Angeles roku 1949. O dva roky později se stal evangelistou hnutí „Mládež pro Krista“ a založil „Billy Graham Evangelistic Association“. S poselstvím evangelia pak procestoval celý svět – osobně kázal více než 210 milionům lidí v 185 zemích a oblastech.
Roku 1982 navštívil Billy Graham Československo. Během své návštěvy kázal na několika místech v Praze. Navštívil také Památník Lidice stejně jako evangelické sbory v Brně a Bratislavě.

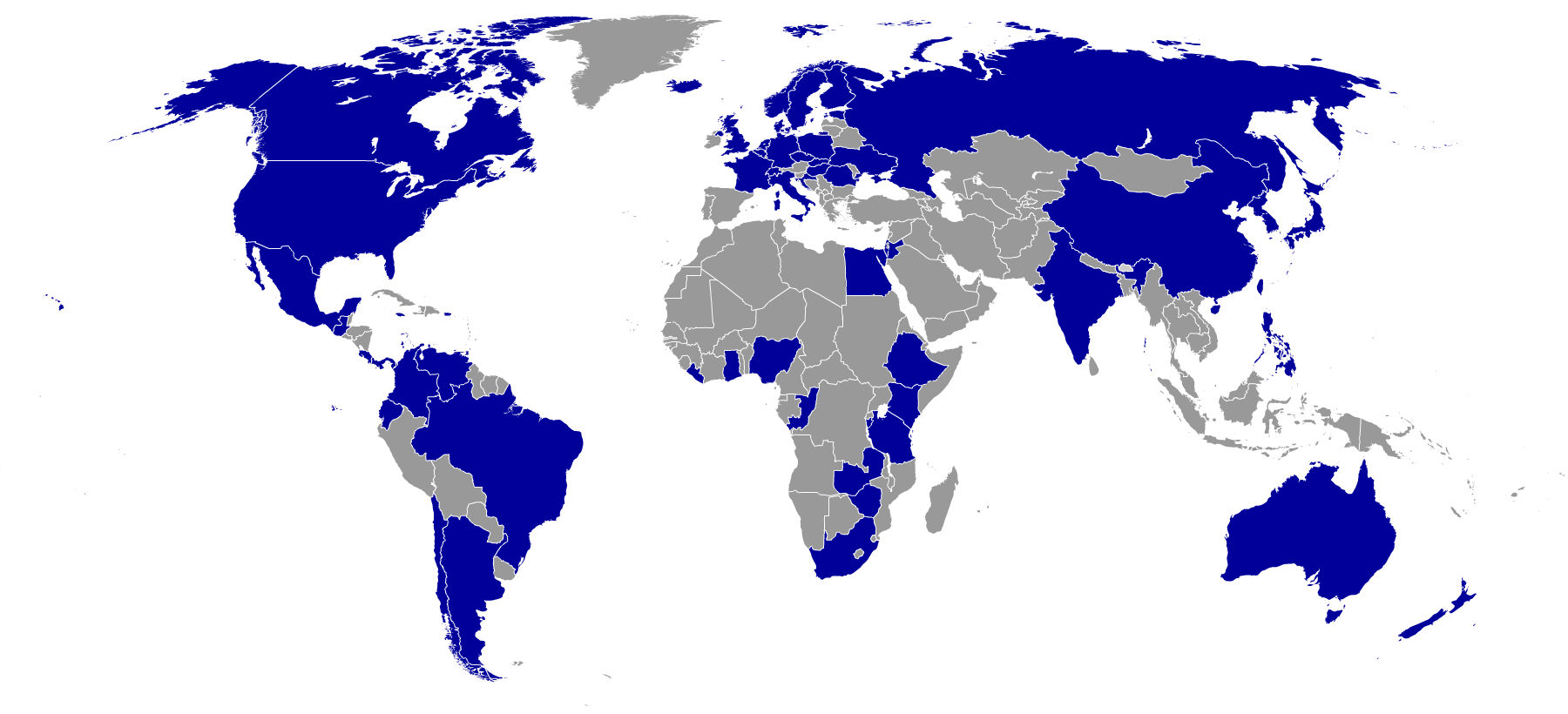
Země, kde kázal Billy Graham

## Ocenění
- Templetonova cena za pokrok v náboženství (1982)
- Prezidentská medaile svobody (1983)
- Zlatá medaile Kongresu (1996)
- Ronald Reagan Freedom Award (2000)
- Britské rytířství (2001)
- Hvězda na Hollywoodském chodníku slávy.

## Dílo

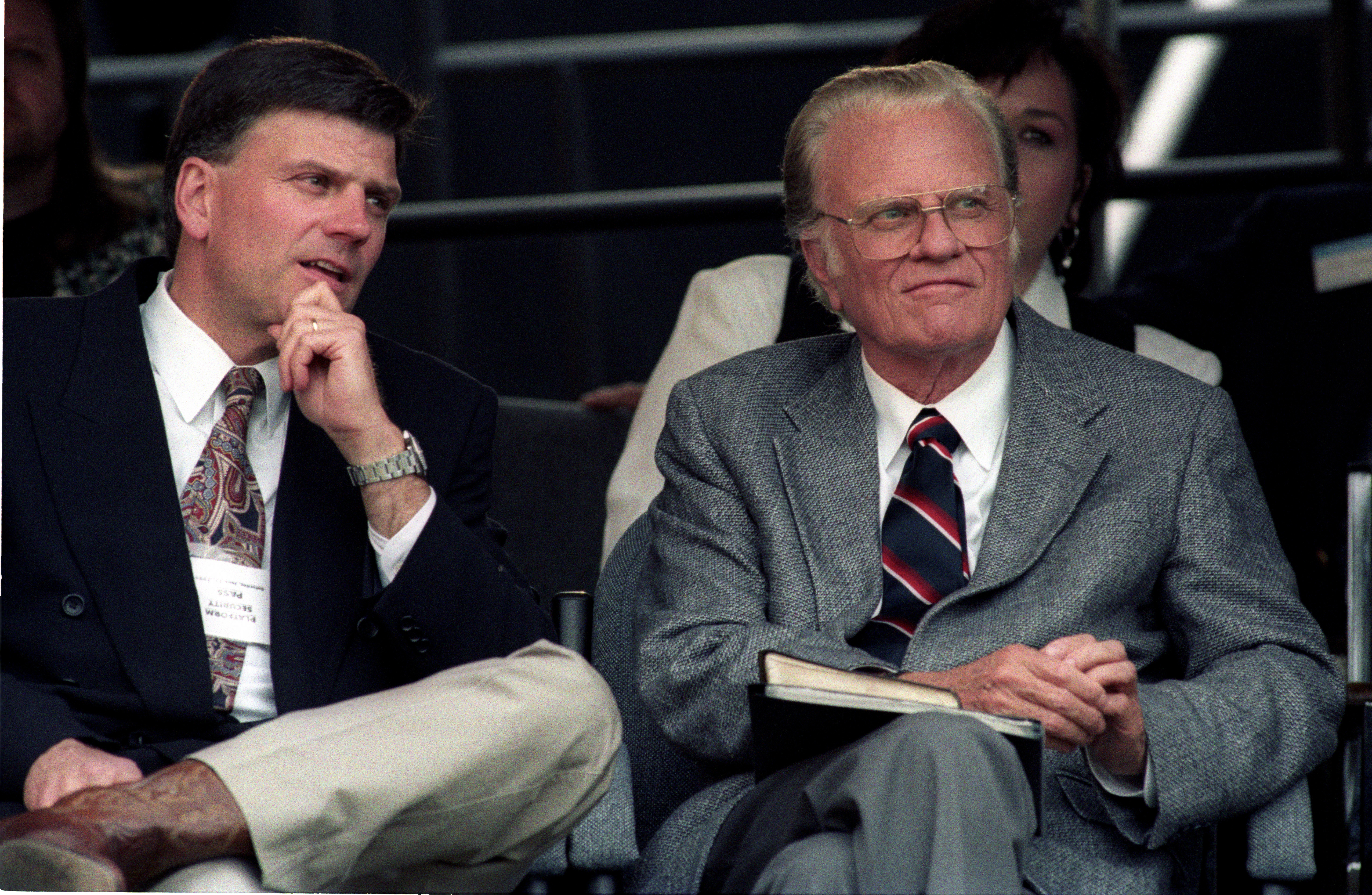
Franklin a Billy Grahamovi (1994)

Měl nespočet projevů, psal novinové sloupky a také 24 knih včetně autobiografie „Tak jaký jsem“ (Just As I Am), což byl bestselleru z roku 1997.

### Česká vydání
- Pokoj s Bohem (1952) – více než 2 miliony výtisků v mnoha jazycích
- Sedm smrtelných hříchů
- Jak se znovuzrodit
- K horám

## Citát
„Mým jediným záměrem v životě je pomoci lidem najít osobní vztah s Bohem, který, jak věřím, přichází skrze poznání Krista.“

## Billy Graham v populární kultuře
- Film Billy: The Early Years – hlavní roli evangelisty ztvárnil Armie Hammer.